# M110 SPH
M110 (ang. M110 Self-Propelled Howitzer) – amerykańska współczesna samobieżna haubica kalibru 203,2 mm.

## Historia
Po wprowadzeniu na początku lat sześćdziesiątych XX wieku do armii USA nowych samobieżnych armat M107 SPG rozpoczęto pracę nad jeszcze większym działem samobieżnym. Jego konstrukcję oparto na podwoziu działa M107, lecz zamierzano zastosować w nim haubicę kal. 203 mm, którą stosowały wojska brytyjskie w czasie I wojny światowej i II wojny światowej. Na podstawie brytyjskiej 8-calowej haubicy opracowano haubicę oznaczoną jako M2A2, którą zastosowano w nowej samobieżnej haubicy, którą oznaczono jako M110 Self-Propelled Howitzer. Prace nad tym projektem trwały równocześnie z samobieżną armatą M107.
Dlatego też już w 1963 roku zaczęto produkcję testową działa M110 SPH i wprowadzono je do badań w jednostkach armii amerykańskiej, a następnie rozpoczęto jej produkcję seryjną. Wyprodukowano łącznie 750 dział tego typu. Wersja ta nie spełniała jednak wymogów pola walki, dlatego też w 1969 roku opracowano w wytwórni Bowen – McLaughlin – York nową jego wersję oznaczono jako M110A1.
W 1977 roku wersja ta była na tyle dobra, że skierowano ją do prób eksploatacyjnych w armii amerykańskiej i równocześnie zaczęto modernizować wyprodukowane działa M110 do wersji M110A1. Produkcję seryjną nowej wersji M110A1 rozpoczęto w wytwórni Bowen – McLaughlin – York w 1980 roku.  Tymczasem w wytwórni Corporation FMC San Jose, gdzie produkowano wersję M110 opracowano nową wersję M110A2, która różniła się przede wszystkim zastosowaniem hamulca wylotowego, co wpłynęło na zwiększenie prędkości wylotowej pocisku, oraz zastosowaniem nowej dłuższej lufy i przystosowaniem jej do nowej rodziny pocisków i ładunków miotających.
Zasięg M110 waha się od 16,8 do ok. 25 km podczas strzelania pociskami standardowymi, a podczas strzelania amunicją ze wspomaganiem rakietowym dochodzi do 30 km.
Nową wersję M110A2 wprowadzono do użycia już na początku lat osiemdziesiątych, także część samobieżnych haubic M110A1 zmodernizowano do poziomu M110A2.
Produkcję samobieżnych haubic M110A2 zakończono w połowie lat osiemdziesiątych, z uwagi na wprowadzanie do użytku samobieżnych zestawów rakietowych. Łącznie wyprodukowano około 1800 samobieżnych haubic M110 wszystkich wersji.

## Opis konstrukcji
Samobieżna haubica M110 zbudowana jest na podwoziu gąsienicowym. 
Kadłub prostokątny, z przodu nachylony.  Wewnątrz umieszczone są miejsca do 5 członków obsługi (kierowcy, dowódcy i 3 kanonierów), lecz tylko stanowisko kierowcy jest całkowicie opancerzone. Pozostałych 8 członków obsługi działa porusza się pojazdem przewożącym amunicję do haubicy. 
Silnik umieszczony jest z przodu kadłuba z prawej strony, a z lewej jest miejsce kierowcy. Na końcu kadłuba zamontowany jest lemiesz opuszczany hydraulicznie, którzy służy do okopywania działa oraz stabilizacji w trakcie strzału.
Haubica umieszczona jest swobodnie na podwoziu w tylnej części i nie jest opancerzona. Haubica może strzelać pociskami odłamkowo-burzącymi, pociskami z ładunkiem jądrowym i chemicznymi pociskami binarnymi.
Układ jezdny składa się z 5 kół nośnych i jednego koła napędowego umieszczonego z przodu.

## Użycie
Samobieżne haubice M110 zostały wprowadzone na uzbrojenie armii lądowej USA w 1963 roku i od razu użyto ich w wojnie wietnamskiej. Zmodernizowane wersje M110A1 i M110A2 zostały użyte przez wojska amerykańskie także w czasie ataku na Irak. 

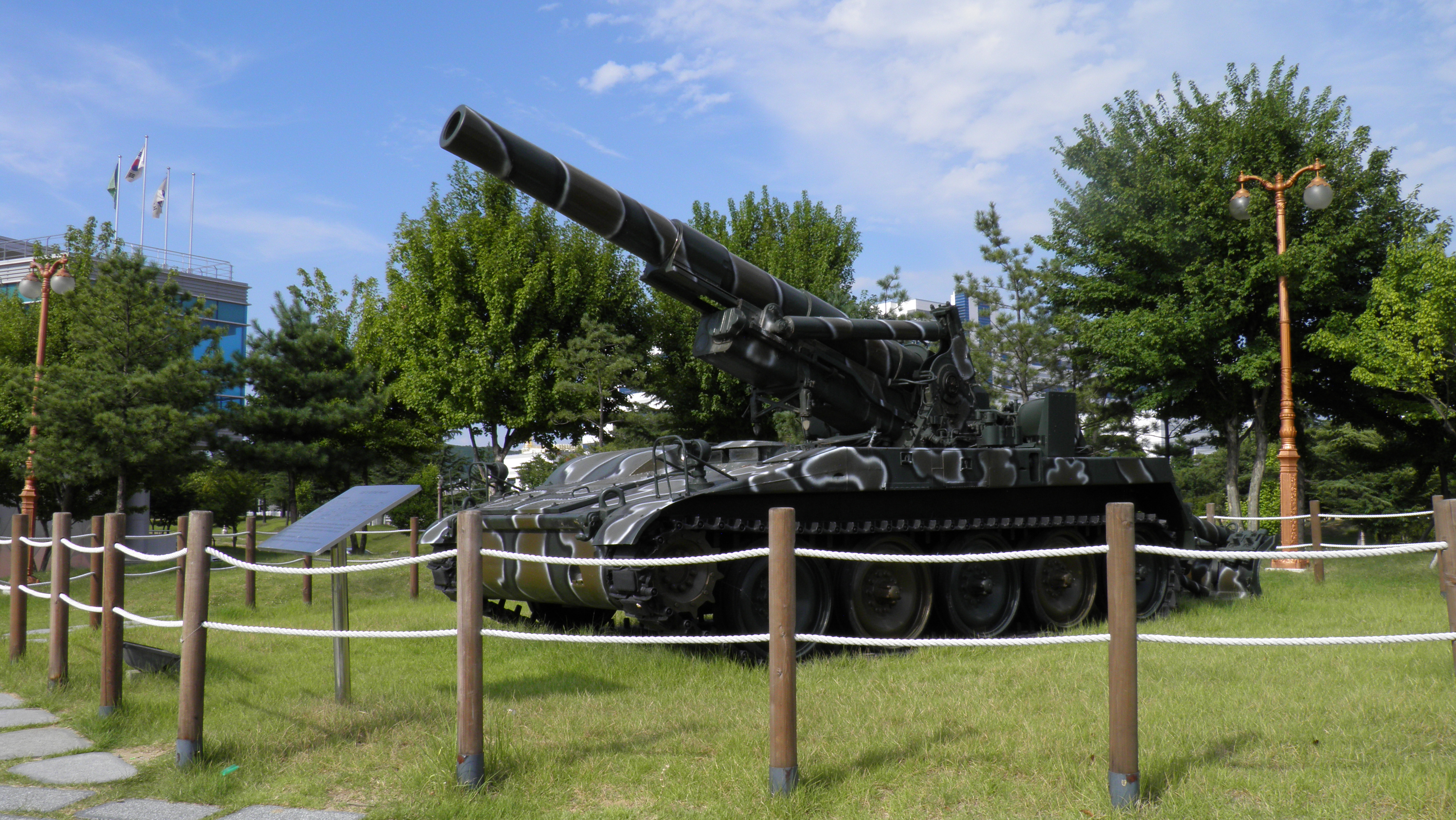
M110 koreańskich sił zbrojnych upamiętniająca wojnę w Wietnamie, wystawiona w parku w Gumi, Korea Południowa

Oprócz armii amerykańskiej samobieżne haubice M110 były lub są używane przez armie Arabii Saudyjskiej, Belgii (gdzie produkowano je na licencji jako M110s), Korei Południowej (99 sztuk), Hiszpanii (64), Grecji (181), Holandii (30), Iranu, Izraela, Włoch (1), Jordanii, Pakistanu (40), Tajwan – w nawiasach liczba dział używanych w 2004 roku. 

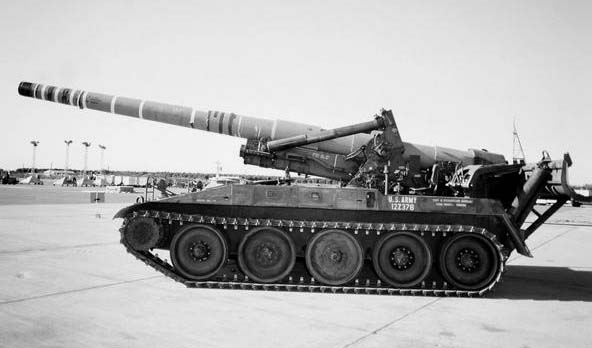
M110 SPH